# 粉紅點唱機
《粉紅點唱機》是馬來西亞女歌手符瓊音的首張錄音室專輯，也是首張演唱專輯，於2009年6月5日推出。是一張翻唱80年代全球最紅中英單曲的專輯。

## 曲目
1. 我是不是你最疼愛的人（原唱：潘越雲）
2. 留不住的故事（原唱：黃鶯鶯）
3. 酒矸倘賣無（原唱：蘇芮）
4. 逝去的愛（原唱：歐陽菲菲）
5. 海海人生（原唱：陳盈潔）
6. 夢醒時分（原唱：陳淑樺）
7. SAVING ALL MY LOVE FOR YOU（原唱：Whitney Houston）
8. THE WAY WE WERE（原唱：Barbra Streisand）
9. STUPID CUPID（原唱：Connie Francis）
10. THE ROSE（原唱：Bette Midler）
11. HERO （原唱：Mariah Carey）
12. My Heart Will Go On（原唱：Celine Dion）

## MV
1. My Heart Will Go on
2. 留不住的故事
3. 夢醒時分
4. 我是不是你最疼愛的人

| ' | 第1張專輯 2009年6月5日 | 第1張專輯 2009年6月5日 | 下一張專輯：很久沒哭了 2010年12月17日 |